# Christoph Walther (Philologe)
Christoph Heinrich Friedrich Walther (* 29. April 1841 in Hamburg; † 9. Februar 1914 ebenda) war ein deutscher Philologe und Bibliothekar.

## Leben und Wirken
Christoph Walther studierte Klassische Philologie und wurde 1868 an der Universität Kiel promoviert. In seiner Promotionsschrift behandelte er die Formenlehre der Mundart des Tatian. Anschließend arbeitete er als Lehrer an einer Privatschule in seiner Geburtsstadt. 1875 erhielt er eine Stelle als Sekretär an der Hamburger Stadtbibliothek. Die Tätigkeit endete 1883 aufgrund persönlicher Differenzen. Anschließend forschte er schwerpunktmäßig zur niederdeutschen Sprache, was er durch ein ererbtes Familienvermögen finanzierte.
Walther verfasste zahlreiche Aufsätze, lexikografische Sammlungen und Quelleneditionen. Zudem hielt er Vorträge. Er leistete somit einen bedeutenden Beitrag zur Vergrößerung des Wissensstand seiner Zeit. Überregional bekannt wurde Walther durch das Mittelniederdeutsche Handwörterbuch, das er ab 1888 redigierte und herausgab. Diese Tätigkeiten hatte er von Heinrich August Lübben übernommen, der 1884 verstorben war. Gemeinsam mit Karl Koppmann gründete er 1875 den Verein für niederdeutsche Sprachforschung. Er arbeitete an der Redaktion des Vereinsjahrbuchs und des Korrespondenzblattes mit und war von 1896 bis Lebensende leitender Redakteur des Blattes. Außerdem führte er das Mundartwörterbuch Idioticon Hamburgense weiter, dessen umfangreich ergänzte Materialsammlung eine der Grundlagen für das nach seinem Tod begonnene Hamburgische Wörterbuch bildete.
Walther war aktives Mitglied im Verein für Hamburgische Geschichte und von 1872 bis 1876 Mitglied des Vereinsvorstands. Von 1886 bis 1911 engagierte er sich ehrenamtlich in der Vereinsbibliothek und half, die Sammlung aufzubauen, zu erweitern und zu organisieren.
Der Hamburger Senat ernannte ihn 1911 zum Ehrenprofessor.

## Werk
- August Lübben: Mittelniederdeutsches Handwörterbuch. Nach dem Tode des Verfassers vollendet von Christoph Walther. Soltau, Norden/Leipzig 1888 Digitalisat, Digitalisat; reprographischer Nachdruck Darmstadt 1980.